# あびこ病院
あびこ病院（あびこびょういん）は、医療法人慈心会が大阪府大阪市住吉区我孫子に設置する病院。

## 概要
救急告示病院、在宅療養支援病院に指定されている。

## 診療科
- 内科[2]
- 消化器内科[2]
- 呼吸器内科[2]
- 外科[2]
- 整形外科[2]
- 皮膚科[2]
- 肛門外科[2]
- リハビリテーション科[2]
  - 通所リハビリテーション(デイケア)を行っている[3]。
- 放射線科[2]
- 神経内科[2]

## 医療機関の認定
- 保険医療機関[2]
- 労災保険指定病院[2]
- 生活保護法指定病院（中国残留邦人等の円滑な帰国の促進並びに永住帰国した中国残留邦人等及び特定配偶者の自立の支援に関する法律（平成六年法律第三十号）に基づく指定医療機関を含む。）[2]
- 結核指定病院[2]
- 原子爆弾被害者医療指定病院[2]
- 原子爆弾被害者一般疾病医療取扱病院[2]
- 在宅療養支援病院[2]
- 公害医療機関[2]

## 交通アクセス
- OsakaMetro御堂筋線「あびこ駅」 2番出口より徒歩約3分[4]
- JR阪和線「我孫子町駅」より徒歩約3分[4]

## 周辺
- 住吉我孫子郵便局
- 大聖観音寺（あびこ観音)